# (2822) Sacajawea
(2822) Sacajawea est un astéroïde de la ceinture principale.

## Description
(2822) Sacajawea est un astéroïde de la ceinture principale. Il fut découvert le 14 mars 1980 à la station Anderson Mesa par Edward L. G. Bowell. Il présente une orbite caractérisée par un demi-grand axe de 2,58 UA, une excentricité de 0,12 et une inclinaison de 14,7° par rapport à l'écliptique.

## Compléments